# باهیراگالدوا
باهیراگالدوا (به لاتین: Bahiragaldowa) یک منطقهٔ مسکونی واقع در سری‌لانکا است که در استان مرکزی (سری‌لانکا) قرار گرفته است.